# Segunda División de México 2015-16
La Temporada 2015-16 de la Segunda División fue la LXVI temporada de torneos de la Segunda División de México. Se dividió en dos torneos cortos, el torneo Apertura 2015 y el torneo Clausura 2016.
La Segunda División se divide en dos ligas, la Liga Premier de Ascenso y la Liga de Nuevos Talentos. Cada liga jugó los torneos Apertura 2015 y Clausura 2016 por separado. La Liga Premier contó además con la inclusión de filiales de los 18 equipos de la Liga Bancomer MX, sin tener derecho a ascenso.

## Temporada 2015-16 Liga Premier de Ascenso
La Temporada 2015-16 de la Liga Premier de Ascenso se dividió en dos torneos cortos, el torneo Apertura 2015 y el torneo Clausura 2016. El campeón del torneo Apertura 2015, Potros UAEM, jugó contra el campeón del torneo Clausura 2016, Tampico Madero, para así poder determinar quien ascendería a la Liga de Ascenso.

### Grupo 1
| Equipo                   | Ciudad                       | Fundación      | Estadio                           | Aforo  | Filial de                |
| ------------------------ | ---------------------------- | -------------- | --------------------------------- | ------ | ------------------------ |
| Cimarrones "B"           | Hermosillo, Sonora           | 2015 (10 años) | Héctor Espino González            | 15 000 | Cimarrones de Sonora     |
| Coras de Tepic "B"       | Tepic, Nayarit               | 2014 (11 años) | Arena Cora                        | 12 600 | Coras de Tepic           |
| Dorados Premier          | Culiacán, Sinaloa            | 2015 (9 años)  | Banorte                           | 23 000 | Dorados de Sinaloa       |
| Durango                  | Victoria de Durango, Durango | 1958 (67 años) | Francisco Zarco                   | 18 000 |                          |
| Mineros de Zacatecas "B" | Zacatecas, Zacatecas         | 2015 (10 años) | Francisco Villa                   | 16 000 | Mineros de Zacatecas     |
| Murciélagos "B"          | Guamúchil, Sinaloa           | 2015 (10 años) | Coloso del Dique                  | 5 000  | Murciélagos Fútbol Club  |
| Monterrey Premier        | Santiago, Nuevo León         | 2015 (9 años)  | El Barrial                        | 3 000  | Club de Fútbol Monterrey |
| Reynosa                  | Reynosa, Tamaulipas          | 2012 (12 años) | Reynosa                           | 19 000 |                          |
| Soledad                  | Soledad, San Luis Potosí     | 2013 (11 años) | Unidad Deportiva 21 de Marzo      | 8 000  |                          |
| Santos Laguna Premier    | Torreón, Coahuila            | 2015 (9 años)  | TSM Cancha Externa n.º 5          | 1 000  | Club Santos Laguna       |
| Tigres Premier           | Zuazua, Nuevo León           | 2015 (9 años)  | Instalaciones de Zuazua n.º 2     | 1 000  | Tigres de la UANL        |
| Tijuana                  | Tijuana, Baja California     | 2015 (9 años)  | Caliente                          | 27 333 | Club Tijuana             |
| UACH                     | Chihuahua, Chihuahua         | 2005 (20 años) | Olímpico Universitario José Baeza | 22 000 |                          |
| UACJ                     | Ciudad Juárez, Chihuahua     | 2012 (12 años) | Olímpico Benito Juárez            | 22 300 |                          |
| UAZ                      | Zacatecas, Zacatecas         | 1990 (35 años) | Francisco Villa                   | 16 000 |                          |

### Grupo 2
| Equipo                | Ciudad                               | Fundación       | Estadio                              | Aforo  | Filial de                  |
| --------------------- | ------------------------------------ | --------------- | ------------------------------------ | ------ | -------------------------- |
| A.E.M. Fútbol Club    | Cuautitlán Izcalli, Estado de México | 2015 (10 años)  | Hugo Sánchez Márquez                 | 5 000  |                            |
| Atlas Premier         | Zapopan, Jalisco                     | 2015 (9 años)   | Alfredo "Pistache" Torres            | 3 000  | Atlas de Guadalajara       |
| Cachorros U. de G.    | Guadalajara, Jalisco                 | 2015 (10 años)  | Jalisco                              | 63 163 | Universidad de Guadalajara |
| Club Tepatitlán       | Tepatitlán de Morelos, Jalisco       | 2015 (10 años)  | Gregorio "Tepa" Gómez                | 3 000  | Atlético San Luis          |
| Cruz Azul Hidalgo     | Ciudad Cooperativa Jasso, Hidalgo    | 1993 (32 años)  | 10 de diciembre                      | 17 000 | Cruz Azul Fútbol Club      |
| Diablos Rojos Metepec | Metepec, Estado de México            | 2015 (9 años)   | Instalaciones de Metepec             | 1 000  | Deportivo Toluca           |
| Guadalajara Premier   | Zapopan, Jalisco                     | 2015 (9 años)   | Verde Valle                          | 2 000  | Club Deportivo Guadalajara |
| Irapuato              | Irapuato, Guanajuato                 | 1911 (114 años) | Sergio León Chávez                   | 30 000 | Celaya Fútbol Club         |
| León Premier          | León, Guanajuato                     | 2015 (9 años)   | Casa Club León                       | 1 000  | Club León                  |
| Loros de Colima       | Colima, Colima                       | 1981 (43 años)  | Olímpico Universitario de Colima     | 14 000 |                            |
| Morelia Premier       | Zacapu, Michoacán                    | 2015 (9 años)   | Morelos                              | 35 000 | Monarcas Morelia           |
| Pachuca Premier       | San Agustín Tlaxiaca, Hidalgo        | 2015 (9 años)   | Instalaciones Universidad del Fútbol | 1 000  | Club de Fútbol Pachuca     |
| Querétaro Premier     | Querétaro, Querétaro                 | 2015 (9 años)   | La Corregidora                       | 34 000 | Querétaro Fútbol Club      |
| Real Cuautitlán       | Cuautitlán, Estado de México         | 1996 (29 años)  | Los Pinos                            | 5 000  |                            |
| UAEM                  | Toluca, Estado de México             | 1970 (55 años)  | Alberto "Chivo" Córdoba              | 32 000 |                            |

### Grupo 3
| Equipo                 | Ciudad                              | Fundación       | Estadio                                 | Aforo  | Filial de                   |
| ---------------------- | ----------------------------------- | --------------- | --------------------------------------- | ------ | --------------------------- |
| América Premier        | México, Distrito Federal            | 2015 (9 años)   | Inst. Club América Cancha n.º 2         | 1 000  | Club América                |
| Athletic Club Morelos  | Cuernavaca, Morelos                 | 2007 (18 años)  | Centenario                              | 14 800 | Club Zacatepec              |
| Atlético Veracruz      | Texcoco, Estado de México           | 2013 (12 años)  | Claudio Suárez                          | 4 000  |                             |
| Chapulineros de Oaxaca | Oaxaca, Oaxaca                      | 1983 (42 años)  | Benito Juárez                           | 12 500 | Alebrijes de Oaxaca         |
| Chiapas Premier        | Tuxtla Gutiérrez, Chiapas           | 2015 (9 años)   | Víctor Manuel Reyna                     | 28 000 | Chiapas Fútbol Club         |
| Cruz Azul Premier      | Ciudad Cooperativa Jasso, Hidalgo   | 2015 (9 años)   | 10 de diciembre                         | 17 000 | Cruz Azul Fútbol Club       |
| Inter Playa            | Playa del Carmen, Quintana Roo      | 1999 (26 años)  | Mario Villanueva Madrid                 | 7 000  |                             |
| Ocelotes UNACH         | San Cristóbal de las Casas, Chiapas | 2002 (23 años)  | Municipal de San Cristóbal de las Casas | 10 000 |                             |
| Orizaba                | Orizaba, Veracruz                   | 1898 (127 años) | Socum                                   | 7 000  | Tiburones Rojos de Veracruz |
| Petroleros             | Boca del Río, Veracruz              | 2015 (10 años)  | Unidad Deportiva Hugo Sánchez           | 1 200  |                             |
| Pioneros               | Cancún, Quintana Roo                | 1984 (40 años)  | Olímpico Andrés Quintana Roo            | 20 000 |                             |
| Puebla Premier         | Puebla, Puebla                      | 2015 (9 años)   | Unidad Deportiva Mario Vázquez Raña     | 2 000  | Puebla Fútbol Club          |
| Tampico Madero         | Tampico Madero, Tamaulipas          | 1982 (42 años)  | Tamaulipas                              | 30 000 |                             |
| Tlaxcala               | Tlaxcala, Tlaxcala                  | 2014 (11 años)  | Tlahuicole                              | 12 000 | Club de Fútbol Pachuca      |
| UNAM Premier           | México, Distrito Federal            | 2015 (9 años)   | La Cantera                              | 2 000  | Club Universidad Nacional   |
| Veracruz Premier       | Coatzacoalcos, Veracruz             | 2015 (9 años)   | Rafael Hernández Ochoa                  | 4 800  | Tiburones Rojos de Veracruz |

## Temporada 2015-16 Liga de Nuevos Talentos
La Temporada 2015-16 de la Liga de Nuevos Talentos se dividió en dos torneos cortos, el torneo Apertura 2015 y el torneo Clausura 2016. El campeón del torneo Apertura 2015, Correcaminos UAT, jugó contra el campeón del torneo Clausura 2016, Real Zamora, para así poder determinar quien ascendería a la Liga Premier de Ascenso.

### Grupo 1
| Equipo                                                          | Ciudad                         | Fundación      | Estadio                                   | Aforo  | Filial de              |
| --------------------------------------------------------------- | ------------------------------ | -------------- | ----------------------------------------- | ------ | ---------------------- |
| Académicos de Atlas                                             | Pénjamo, Guanajuato            | 2000 (10 años) | CECAF                                     | 1 000  | Atlas de Guadalajara   |
| Atlético San Luis                                               | San Juan de los Lagos, Jalisco | 2013 (12 años) | Antonio R. Márquez                        | 1 000  | Atlético San Luis      |
| Club Calor                                                      | Gómez Palacio, Durango         | 2013 (12 años) | Unidad Deportiva Gómez Palacio            | 2 000  |                        |
| Llaneros                                                        | Guadalupe Victoria, Durango    | 2015 (10 años) | Municipal de Guadalupe Victoria           | 3 000  |                        |
| Mineros de Fresnillo                                            | Fresnillo, Zacatecas           | 2007 (18 años) | Unidad Deportiva Minera Fresnillo         | 2 500  |                        |
| Necaxa                                                          | Aguascalientes, Aguascalientes | 2001 (24 años) | Casa Club                                 | 1 000  | Club Necaxa            |
| Real Zamora                                                     | Reynosa, Tamaulipas            | 1950 (74 años) | Unidad Deportiva El Chamizal              | 5 000  |                        |
| Reboceros de La Piedad                                          | La Piedad, Michoacán           | 1951 (73 años) | Juan Nepomuceno López                     | 17 000 |                        |
| Sahuayo                                                         | Sahuayo, Michoacán             | 2013 (12 años) | Francisco García Vilchis                  | 1 000  |                        |
| San Juan                                                        | Tonalá, Jalisco                | 2013 (12 años) | San Andrés                                | 1 000  |                        |
| Tecomán FC                                                      | Tijuana, Tecomán               | 2015 (10 años) | Victor Eduardo Sevilla Torres             | 1 000  |                        |
| Uruapan                                                         | Uruapan, Michoacán             | 2012 (13 años) | Unidad Deportiva Hermanos López Rayón     | 5 000  |                        |
| Archivo:Correcaminos UAT.png Universidad Autónoma de Tamaulipas | Ciudad Victoria, Tamaulipas    | 2009 (16 años) | Universitario Prof. Eugenio Alvizo Porras | 5 000  | Correcaminos de la UAT |

### Grupo 2
| Equipo                          | Ciudad                         | Fundación      | Estadio                        | Aforo  | Filial de          |
| ------------------------------- | ------------------------------ | -------------- | ------------------------------ | ------ | ------------------ |
| Celaya                          | Celaya, Guanajuato             | 2011 (14 años) | Miguel Alemán Valdés           | 32 300 | Celaya Fútbol Club |
| Colibríes de Malinalco          | Malinalco, Estado de México    | 2015 (10 años) | La Loma                        | 1 000  |                    |
| Cuautla                         | Cuautla, Morelos               | 1952 (73 años) | Isidro Gil Tapia               | 5 000  |                    |
| Deportivo Gladiadores           | Cuautitlán, Estado de México   | 2015 (10 años) | Los Pinos                      | 5 000  |                    |
| Lobos Prepa                     | Puebla, Puebla                 | 2013 (12 años) | Olímpico de la BUAP            | 20 411 | Lobos de la BUAP   |
| Nuevo Chimalhuacán              | Chimalhuacán, Estado de México | 2012 (13 años) | Tepalcates                     | 5 000  |                    |
| Patriotas de Córdoba            | Boca del Río, Veracruz         | 2009 (16 años) | UVM Villa Rica Campus Veracruz | 3 000  |                    |
| Satélites                       | Tulancingo de Bravo, Hidalgo   | 2015 (10 años) | Primero de Mayo                | 1 000  |                    |
| Selva Cañera                    | Zacatepec, Morelos             | 2013 (12 años) | Agustín Coruco Díaz            | 26 000 | Zacatepec          |
| Sporting Canamy                 | México, Estado de México       | 2008 (16 años) | Momoxco                        | 3 500  |                    |
| Tigrillos de Chetumal           | Chetumal, Quintana Roo         | 1992 (32 años) | 10 de Abril                    | 5 000  |                    |
| Universidad Autónoma de Hidalgo | Pachuca, Hidalgo               | 1988 (37 años) | Revolución Mexicana            | 3 500  |                    |
| Universidad Michoacana          | Apatzingán, Michoacán          | 2013 (12 años) | Venustiano Carranza            | 22 340 |                    |

## Final por el ascenso a la Liga Premier de Ascenso
La Final de Ascenso se llevó a cabo en dos encuentros, un partido de ida y un partido de vuelta.

### Final - Ida
| 92    | POR   | Daniel Cruz Grijalva |     |
| 84    | DEF   | Leonardo Franco      |     |
| 87    | DEF   | Luis Valenzuela      |     |
| 94    | DEF   | David Lorenzana      |     |
| 99    | DEF   | Adán Núñez           |     |
| 83    | MED   | Andrés Rincón        |     |
| 85    | MED   | Diego Lomelí         | 83' |
| 88    | MED   | Orlando Jiménez      |     |
| 182   | DEL   | Eduardo Juárez Pérez | 55' |
| 183   | DEL   | Luis Paz             | 55' |
| 218   | DEL   | Armando Arce         |     |
| D. T. | D. T. | Jorge Urbina         |     |

| 20 | POR | Héctor Lomeli de Anda      |     |
| 3  | DEF | Japheth Negrete            |     |
| 4  | DEF | José Carlos Zárate         |     |
| 5  | DEF | Iván Reyes Ayala           |     |
| 12 | DEF | Víctor Fraga               |     |
| 19 | DEF | César Arriaga              |     |
| 8  | MED | Andrés Mendoza Rivera      |     |
| 13 | MED | Carlos Magaña              |     |
| 21 | MED | Gustavo Rodríguez González | 61' |
| 7  | DEL | Óscar Ramos Reynaga        | 83' |
| 11 | DEL | Aarón Tello                | 75' |

| 184 | Centrocampista | Leopoldo Rasso         | 55' |
| 91  | Centrocampista | Ángel Jaime            | 55' |
| 93  | Delantero      | Kevin Fernández Varela | 83' |

| 22 | Centrocampista | Jesús García Minguela | 61' |
| 24 | Delantero      | Abraham Isaac Vázquez | 75' |
| 26 | Centrocampista | Mauro Arredondo       | 83' |

| 17' · 39' · 44' · 51' · 87' | Andrés Mendoza Óscar Ramos Reynaga Aarón Tello Gustavo Rodríguez González Mauro Arredondo | 0:1 0:2 0:3 0:4 0:5 |

| 28' · 82' | Luis Paz Leonardo Franco |

| 1' | Andrés Mendoza Rivera |

| Principal  | Antonio de Jesús Olalde |
| Asistentes | José Germán López       |
|            | Geovanny Rojas          |
| Cuarto     | Kevin Kober Contreras   |

|                    | [[Archivo:\|border\|30px]] |   |
| Tiros              | -                          | - |
| Tiros a puerta     | -                          | - |
| Faltas             | -                          | - |
| Saques de esquina  | -                          | - |
| Penaltis           | -                          | - |
| Fueras de juego    | -                          | - |
| Posesión del balón | %                          | % |

| Alineación inicial |

| 92    | POR   | Daniel Cruz Grijalva |     |
| 84    | DEF   | Leonardo Franco      |     |
| 87    | DEF   | Luis Valenzuela      |     |
| 94    | DEF   | David Lorenzana      |     |
| 99    | DEF   | Adán Núñez           |     |
| 83    | MED   | Andrés Rincón        |     |
| 85    | MED   | Diego Lomelí         | 83' |
| 88    | MED   | Orlando Jiménez      |     |
| 182   | DEL   | Eduardo Juárez Pérez | 55' |
| 183   | DEL   | Luis Paz             | 55' |
| 218   | DEL   | Armando Arce         |     |
| D. T. | D. T. | Jorge Urbina         |     |

| 20 | POR | Héctor Lomeli de Anda      |     |
| 3  | DEF | Japheth Negrete            |     |
| 4  | DEF | José Carlos Zárate         |     |
| 5  | DEF | Iván Reyes Ayala           |     |
| 12 | DEF | Víctor Fraga               |     |
| 19 | DEF | César Arriaga              |     |
| 8  | MED | Andrés Mendoza Rivera      |     |
| 13 | MED | Carlos Magaña              |     |
| 21 | MED | Gustavo Rodríguez González | 61' |
| 7  | DEL | Óscar Ramos Reynaga        | 83' |
| 11 | DEL | Aarón Tello                | 75' |

| 184 | Centrocampista | Leopoldo Rasso         | 55' |
| 91  | Centrocampista | Ángel Jaime            | 55' |
| 93  | Delantero      | Kevin Fernández Varela | 83' |

| 22 | Centrocampista | Jesús García Minguela | 61' |
| 24 | Delantero      | Abraham Isaac Vázquez | 75' |
| 26 | Centrocampista | Mauro Arredondo       | 83' |

| 17' · 39' · 44' · 51' · 87' | Andrés Mendoza Óscar Ramos Reynaga Aarón Tello Gustavo Rodríguez González Mauro Arredondo | 0:1 0:2 0:3 0:4 0:5 |

| 28' · 82' | Luis Paz Leonardo Franco |

| 1' | Andrés Mendoza Rivera |

| Principal  | Antonio de Jesús Olalde |
| Asistentes | José Germán López       |
|            | Geovanny Rojas          |
| Cuarto     | Kevin Kober Contreras   |

|                    | [[Archivo:\|border\|30px]] |   |
| Tiros              | -                          | - |
| Tiros a puerta     | -                          | - |
| Faltas             | -                          | - |
| Saques de esquina  | -                          | - |
| Penaltis           | -                          | - |
| Fueras de juego    | -                          | - |
| Posesión del balón | %                          | % |

| Alineación inicial |

| 92    | POR   | Daniel Cruz Grijalva |     |
| 84    | DEF   | Leonardo Franco      |     |
| 87    | DEF   | Luis Valenzuela      |     |
| 94    | DEF   | David Lorenzana      |     |
| 99    | DEF   | Adán Núñez           |     |
| 83    | MED   | Andrés Rincón        |     |
| 85    | MED   | Diego Lomelí         | 83' |
| 88    | MED   | Orlando Jiménez      |     |
| 182   | DEL   | Eduardo Juárez Pérez | 55' |
| 183   | DEL   | Luis Paz             | 55' |
| 218   | DEL   | Armando Arce         |     |
| D. T. | D. T. | Jorge Urbina         |     |

| 20 | POR | Héctor Lomeli de Anda      |     |
| 3  | DEF | Japheth Negrete            |     |
| 4  | DEF | José Carlos Zárate         |     |
| 5  | DEF | Iván Reyes Ayala           |     |
| 12 | DEF | Víctor Fraga               |     |
| 19 | DEF | César Arriaga              |     |
| 8  | MED | Andrés Mendoza Rivera      |     |
| 13 | MED | Carlos Magaña              |     |
| 21 | MED | Gustavo Rodríguez González | 61' |
| 7  | DEL | Óscar Ramos Reynaga        | 83' |
| 11 | DEL | Aarón Tello                | 75' |

| 184 | Centrocampista | Leopoldo Rasso         | 55' |
| 91  | Centrocampista | Ángel Jaime            | 55' |
| 93  | Delantero      | Kevin Fernández Varela | 83' |

| 22 | Centrocampista | Jesús García Minguela | 61' |
| 24 | Delantero      | Abraham Isaac Vázquez | 75' |
| 26 | Centrocampista | Mauro Arredondo       | 83' |

| 17' · 39' · 44' · 51' · 87' | Andrés Mendoza Óscar Ramos Reynaga Aarón Tello Gustavo Rodríguez González Mauro Arredondo | 0:1 0:2 0:3 0:4 0:5 |

| 28' · 82' | Luis Paz Leonardo Franco |

| 1' | Andrés Mendoza Rivera |

| Principal  | Antonio de Jesús Olalde |
| Asistentes | José Germán López       |
|            | Geovanny Rojas          |
| Cuarto     | Kevin Kober Contreras   |

|                    | [[Archivo:\|border\|30px]] |   |
| Tiros              | -                          | - |
| Tiros a puerta     | -                          | - |
| Faltas             | -                          | - |
| Saques de esquina  | -                          | - |
| Penaltis           | -                          | - |
| Fueras de juego    | -                          | - |
| Posesión del balón | %                          | % |

| Alineación inicial |

| 92    | POR   | Daniel Cruz Grijalva |     |
| 84    | DEF   | Leonardo Franco      |     |
| 87    | DEF   | Luis Valenzuela      |     |
| 94    | DEF   | David Lorenzana      |     |
| 99    | DEF   | Adán Núñez           |     |
| 83    | MED   | Andrés Rincón        |     |
| 85    | MED   | Diego Lomelí         | 83' |
| 88    | MED   | Orlando Jiménez      |     |
| 182   | DEL   | Eduardo Juárez Pérez | 55' |
| 183   | DEL   | Luis Paz             | 55' |
| 218   | DEL   | Armando Arce         |     |
| D. T. | D. T. | Jorge Urbina         |     |

| 20 | POR | Héctor Lomeli de Anda      |     |
| 3  | DEF | Japheth Negrete            |     |
| 4  | DEF | José Carlos Zárate         |     |
| 5  | DEF | Iván Reyes Ayala           |     |
| 12 | DEF | Víctor Fraga               |     |
| 19 | DEF | César Arriaga              |     |
| 8  | MED | Andrés Mendoza Rivera      |     |
| 13 | MED | Carlos Magaña              |     |
| 21 | MED | Gustavo Rodríguez González | 61' |
| 7  | DEL | Óscar Ramos Reynaga        | 83' |
| 11 | DEL | Aarón Tello                | 75' |

| 184 | Centrocampista | Leopoldo Rasso         | 55' |
| 91  | Centrocampista | Ángel Jaime            | 55' |
| 93  | Delantero      | Kevin Fernández Varela | 83' |

| 22 | Centrocampista | Jesús García Minguela | 61' |
| 24 | Delantero      | Abraham Isaac Vázquez | 75' |
| 26 | Centrocampista | Mauro Arredondo       | 83' |

| 17' · 39' · 44' · 51' · 87' | Andrés Mendoza Óscar Ramos Reynaga Aarón Tello Gustavo Rodríguez González Mauro Arredondo | 0:1 0:2 0:3 0:4 0:5 |

| 28' · 82' | Luis Paz Leonardo Franco |

| 1' | Andrés Mendoza Rivera |

| Principal  | Antonio de Jesús Olalde |
| Asistentes | José Germán López       |
|            | Geovanny Rojas          |
| Cuarto     | Kevin Kober Contreras   |

|                    | [[Archivo:\|border\|30px]] |   |
| Tiros              | -                          | - |
| Tiros a puerta     | -                          | - |
| Faltas             | -                          | - |
| Saques de esquina  | -                          | - |
| Penaltis           | -                          | - |
| Fueras de juego    | -                          | - |
| Posesión del balón | %                          | % |

| Alineación inicial |

### Final - Vuelta
| 20    | POR   | Héctor Lomeli de Anda      |     |
| 3     | DEF   | Japheth Negrete            |     |
| 4     | DEF   | José Carlos Zárate         |     |
| 5     | DEF   | Iván Reyes Ayala           |     |
| 12    | DEF   | Víctor Fraga               |     |
| 19    | DEF   | César Arriaga              | 72' |
| 8     | MED   | Andrés Mendoza Rivera      |     |
| 13    | MED   | Carlos Magaña              |     |
| 21    | MED   | Gustavo Rodríguez González | 63' |
| 7     | DEL   | Óscar Ramos Reynaga        |     |
| 1     | DEL   | Aarón Tello                | 63' |
| D. T. | D. T. | Arturo Espinoza            |     |

| 92    | POR   | Daniel Cruz Grijalva |     |
| 84    | DEF   | Leonardo Franco      |     |
| 87    | DEF   | Luis Valenzuela      |     |
| 94    | DEF   | David Lorenzana      |     |
| 99    | DEF   | Adán Núñez           |     |
| 83    | MED   | Andrés Rincón        | 72' |
| 85    | MED   | Diego Lomelí         | 19' |
| 88    | MED   | Orlando Jiménez      |     |
| 181   | MED   | Jorge Cruz Castillo  |     |
| 184   | MED   | Leopoldo Rasso       | 57' |
| 218   | DEL   | Armando Arce         |     |
| D. T. | D. T. | Jorge Urbina         |     |

| 22 | Centrocampista | Jesús García Minguela  | 63' |
| 24 | Delantero      | Abraham Vázquez Guerra | 63' |
| 26 | Centrocampista | Mauro Arredondo        | 72' |

| 91  | Centrocampista | Ángel Jaime          | 19' |
| 182 | Delantero      | Eduardo Juárez Pérez | 57' |
| 183 | Delantero      | Luis Paz             | 72' |

| 10' · 61' | Gustavo Rodríguez Iván Reyes | 1:0 2:0 |

| 82' | Armando Arce | 2:1 |

| 85' | Abraham Vázquez Guerra |

| 76' | Jorge Cruz Castillo |

| Principal  | Edgar Espadas         |
| Asistentes | Heder Trujillo        |
|            | Jorge Antonio Sánchez |
| Cuarto     | Edgar Rangel          |

|                    |   | [[Archivo:\|border\|30px]] |
| Tiros              | - | -                          |
| Tiros a puerta     | - | -                          |
| Faltas             | - | -                          |
| Saques de esquina  | - | -                          |
| Penaltis           | - | -                          |
| Fueras de juego    | - | -                          |
| Posesión del balón | % | %                          |

| Alineación inicial |

| 20    | POR   | Héctor Lomeli de Anda      |     |
| 3     | DEF   | Japheth Negrete            |     |
| 4     | DEF   | José Carlos Zárate         |     |
| 5     | DEF   | Iván Reyes Ayala           |     |
| 12    | DEF   | Víctor Fraga               |     |
| 19    | DEF   | César Arriaga              | 72' |
| 8     | MED   | Andrés Mendoza Rivera      |     |
| 13    | MED   | Carlos Magaña              |     |
| 21    | MED   | Gustavo Rodríguez González | 63' |
| 7     | DEL   | Óscar Ramos Reynaga        |     |
| 1     | DEL   | Aarón Tello                | 63' |
| D. T. | D. T. | Arturo Espinoza            |     |

| 92    | POR   | Daniel Cruz Grijalva |     |
| 84    | DEF   | Leonardo Franco      |     |
| 87    | DEF   | Luis Valenzuela      |     |
| 94    | DEF   | David Lorenzana      |     |
| 99    | DEF   | Adán Núñez           |     |
| 83    | MED   | Andrés Rincón        | 72' |
| 85    | MED   | Diego Lomelí         | 19' |
| 88    | MED   | Orlando Jiménez      |     |
| 181   | MED   | Jorge Cruz Castillo  |     |
| 184   | MED   | Leopoldo Rasso       | 57' |
| 218   | DEL   | Armando Arce         |     |
| D. T. | D. T. | Jorge Urbina         |     |

| 22 | Centrocampista | Jesús García Minguela  | 63' |
| 24 | Delantero      | Abraham Vázquez Guerra | 63' |
| 26 | Centrocampista | Mauro Arredondo        | 72' |

| 91  | Centrocampista | Ángel Jaime          | 19' |
| 182 | Delantero      | Eduardo Juárez Pérez | 57' |
| 183 | Delantero      | Luis Paz             | 72' |

| 10' · 61' | Gustavo Rodríguez Iván Reyes | 1:0 2:0 |

| 82' | Armando Arce | 2:1 |

| 85' | Abraham Vázquez Guerra |

| 76' | Jorge Cruz Castillo |

| Principal  | Edgar Espadas         |
| Asistentes | Heder Trujillo        |
|            | Jorge Antonio Sánchez |
| Cuarto     | Edgar Rangel          |

|                    |   | [[Archivo:\|border\|30px]] |
| Tiros              | - | -                          |
| Tiros a puerta     | - | -                          |
| Faltas             | - | -                          |
| Saques de esquina  | - | -                          |
| Penaltis           | - | -                          |
| Fueras de juego    | - | -                          |
| Posesión del balón | % | %                          |

| Alineación inicial |

| 20    | POR   | Héctor Lomeli de Anda      |     |
| 3     | DEF   | Japheth Negrete            |     |
| 4     | DEF   | José Carlos Zárate         |     |
| 5     | DEF   | Iván Reyes Ayala           |     |
| 12    | DEF   | Víctor Fraga               |     |
| 19    | DEF   | César Arriaga              | 72' |
| 8     | MED   | Andrés Mendoza Rivera      |     |
| 13    | MED   | Carlos Magaña              |     |
| 21    | MED   | Gustavo Rodríguez González | 63' |
| 7     | DEL   | Óscar Ramos Reynaga        |     |
| 1     | DEL   | Aarón Tello                | 63' |
| D. T. | D. T. | Arturo Espinoza            |     |

| 92    | POR   | Daniel Cruz Grijalva |     |
| 84    | DEF   | Leonardo Franco      |     |
| 87    | DEF   | Luis Valenzuela      |     |
| 94    | DEF   | David Lorenzana      |     |
| 99    | DEF   | Adán Núñez           |     |
| 83    | MED   | Andrés Rincón        | 72' |
| 85    | MED   | Diego Lomelí         | 19' |
| 88    | MED   | Orlando Jiménez      |     |
| 181   | MED   | Jorge Cruz Castillo  |     |
| 184   | MED   | Leopoldo Rasso       | 57' |
| 218   | DEL   | Armando Arce         |     |
| D. T. | D. T. | Jorge Urbina         |     |

| 22 | Centrocampista | Jesús García Minguela  | 63' |
| 24 | Delantero      | Abraham Vázquez Guerra | 63' |
| 26 | Centrocampista | Mauro Arredondo        | 72' |

| 91  | Centrocampista | Ángel Jaime          | 19' |
| 182 | Delantero      | Eduardo Juárez Pérez | 57' |
| 183 | Delantero      | Luis Paz             | 72' |

| 10' · 61' | Gustavo Rodríguez Iván Reyes | 1:0 2:0 |

| 82' | Armando Arce | 2:1 |

| 85' | Abraham Vázquez Guerra |

| 76' | Jorge Cruz Castillo |

| Principal  | Edgar Espadas         |
| Asistentes | Heder Trujillo        |
|            | Jorge Antonio Sánchez |
| Cuarto     | Edgar Rangel          |

|                    |   | [[Archivo:\|border\|30px]] |
| Tiros              | - | -                          |
| Tiros a puerta     | - | -                          |
| Faltas             | - | -                          |
| Saques de esquina  | - | -                          |
| Penaltis           | - | -                          |
| Fueras de juego    | - | -                          |
| Posesión del balón | % | %                          |

| Alineación inicial |

| 20    | POR   | Héctor Lomeli de Anda      |     |
| 3     | DEF   | Japheth Negrete            |     |
| 4     | DEF   | José Carlos Zárate         |     |
| 5     | DEF   | Iván Reyes Ayala           |     |
| 12    | DEF   | Víctor Fraga               |     |
| 19    | DEF   | César Arriaga              | 72' |
| 8     | MED   | Andrés Mendoza Rivera      |     |
| 13    | MED   | Carlos Magaña              |     |
| 21    | MED   | Gustavo Rodríguez González | 63' |
| 7     | DEL   | Óscar Ramos Reynaga        |     |
| 1     | DEL   | Aarón Tello                | 63' |
| D. T. | D. T. | Arturo Espinoza            |     |

| 92    | POR   | Daniel Cruz Grijalva |     |
| 84    | DEF   | Leonardo Franco      |     |
| 87    | DEF   | Luis Valenzuela      |     |
| 94    | DEF   | David Lorenzana      |     |
| 99    | DEF   | Adán Núñez           |     |
| 83    | MED   | Andrés Rincón        | 72' |
| 85    | MED   | Diego Lomelí         | 19' |
| 88    | MED   | Orlando Jiménez      |     |
| 181   | MED   | Jorge Cruz Castillo  |     |
| 184   | MED   | Leopoldo Rasso       | 57' |
| 218   | DEL   | Armando Arce         |     |
| D. T. | D. T. | Jorge Urbina         |     |

| 22 | Centrocampista | Jesús García Minguela  | 63' |
| 24 | Delantero      | Abraham Vázquez Guerra | 63' |
| 26 | Centrocampista | Mauro Arredondo        | 72' |

| 91  | Centrocampista | Ángel Jaime          | 19' |
| 182 | Delantero      | Eduardo Juárez Pérez | 57' |
| 183 | Delantero      | Luis Paz             | 72' |

| 10' · 61' | Gustavo Rodríguez Iván Reyes | 1:0 2:0 |

| 82' | Armando Arce | 2:1 |

| 85' | Abraham Vázquez Guerra |

| 76' | Jorge Cruz Castillo |

| Principal  | Edgar Espadas         |
| Asistentes | Heder Trujillo        |
|            | Jorge Antonio Sánchez |
| Cuarto     | Edgar Rangel          |

|                    |   | [[Archivo:\|border\|30px]] |
| Tiros              | - | -                          |
| Tiros a puerta     | - | -                          |
| Faltas             | - | -                          |
| Saques de esquina  | - | -                          |
| Penaltis           | - | -                          |
| Fueras de juego    | - | -                          |
| Posesión del balón | % | %                          |

| Alineación inicial |

| Campeón de Ascenso 2015-16            |
| ------------------------------------- |
|                                       |
| Real Zamora                           |
| 1° Título                             |
| Asciende a la Liga Premier de Ascenso |

## Final por el ascenso a la Liga de Ascenso
La Final de Ascenso se llevó a cabo en dos encuentros, un partido de ida y un partido de vuelta.

### Final - Ida
| 1     | POR   | Héctor Estrada          |     |
| 3     | DEF   | Juan Carlos Morales     |     |
| 14    | DEF   | Manuel Garduño          | 45' |
| 16    | DEF   | José Manica             |     |
| 23    | DEF   | Abraham Torres Nilo     |     |
| 8     | MED   | Emmanuel Arriaga        |     |
| 15    | MED   | Wilber Renteria         |     |
| 17    | MED   | Arturo Tapia            |     |
| 7     | DEL   | Donato Estala           |     |
| 9     | DEL   | Dante Osorio            | 90' |
| 24    | DEL   | Alejandro Arturo García | 79' |
| D. T. | D. T. | Omar Ramírez            |     |

| 1     | POR   | Alejandro Vences      |     |
| 4     | DEF   | Saúl González Luna    | 64' |
| 5     | DEF   | Dieter Vargas         |     |
| 16    | DEF   | Neftalí Teja          |     |
| 33    | DEF   | David Álvarez Agudelo |     |
| 6     | MED   | Emmanuel Segura       |     |
| 8     | MED   | Luis Reyes            |     |
| 20    | MED   | Rolando González      |     |
| 27    | MED   | Armando Escobar       |     |
| 29    | MED   | Hugo Sifuentes        | 70' |
| 26    | DEL   | Diego Castellanos     | 45' |
| D. T. | D. T. | Mario García Covalles |     |

| 11 | Delantero      | Josué Aarón Gómez | 45' |
| 10 | Delantero      | Alexis Ochoa      | 79' |
| 25 | Centrocampista | Bruno Titarelli   | 90' |

| 7  | Defensa   | Carlos Nava    | 45' |
| 18 | Defensa   | Ángel Villegas | 64' |
| 9  | Delantero | Abraham Ávalos | 70' |

| 26' | Wilber Renteria | 1:0 |

| 28' · 35' | José Manica Abraham Torres Nilo |

| 89' | Abraham Ávalos |

| Principal  | Juan Andres Esquivel    |
| Asistentes | René Ramírez Ayala      |
|            | Edgar Iván González     |
| Cuarto     | Antonio de Jesús Olalde |

|                    |   |   |
| Tiros              | - | - |
| Tiros a puerta     | - | - |
| Faltas             | - | - |
| Saques de esquina  | - | - |
| Penaltis           | - | - |
| Fueras de juego    | - | - |
| Posesión del balón | % | % |

| Alineación inicial |

| 1     | POR   | Héctor Estrada          |     |
| 3     | DEF   | Juan Carlos Morales     |     |
| 14    | DEF   | Manuel Garduño          | 45' |
| 16    | DEF   | José Manica             |     |
| 23    | DEF   | Abraham Torres Nilo     |     |
| 8     | MED   | Emmanuel Arriaga        |     |
| 15    | MED   | Wilber Renteria         |     |
| 17    | MED   | Arturo Tapia            |     |
| 7     | DEL   | Donato Estala           |     |
| 9     | DEL   | Dante Osorio            | 90' |
| 24    | DEL   | Alejandro Arturo García | 79' |
| D. T. | D. T. | Omar Ramírez            |     |

| 1     | POR   | Alejandro Vences      |     |
| 4     | DEF   | Saúl González Luna    | 64' |
| 5     | DEF   | Dieter Vargas         |     |
| 16    | DEF   | Neftalí Teja          |     |
| 33    | DEF   | David Álvarez Agudelo |     |
| 6     | MED   | Emmanuel Segura       |     |
| 8     | MED   | Luis Reyes            |     |
| 20    | MED   | Rolando González      |     |
| 27    | MED   | Armando Escobar       |     |
| 29    | MED   | Hugo Sifuentes        | 70' |
| 26    | DEL   | Diego Castellanos     | 45' |
| D. T. | D. T. | Mario García Covalles |     |

| 11 | Delantero      | Josué Aarón Gómez | 45' |
| 10 | Delantero      | Alexis Ochoa      | 79' |
| 25 | Centrocampista | Bruno Titarelli   | 90' |

| 7  | Defensa   | Carlos Nava    | 45' |
| 18 | Defensa   | Ángel Villegas | 64' |
| 9  | Delantero | Abraham Ávalos | 70' |

| 26' | Wilber Renteria | 1:0 |

| 28' · 35' | José Manica Abraham Torres Nilo |

| 89' | Abraham Ávalos |

| Principal  | Juan Andres Esquivel    |
| Asistentes | René Ramírez Ayala      |
|            | Edgar Iván González     |
| Cuarto     | Antonio de Jesús Olalde |

|                    |   |   |
| Tiros              | - | - |
| Tiros a puerta     | - | - |
| Faltas             | - | - |
| Saques de esquina  | - | - |
| Penaltis           | - | - |
| Fueras de juego    | - | - |
| Posesión del balón | % | % |

| Alineación inicial |

| 1     | POR   | Héctor Estrada          |     |
| 3     | DEF   | Juan Carlos Morales     |     |
| 14    | DEF   | Manuel Garduño          | 45' |
| 16    | DEF   | José Manica             |     |
| 23    | DEF   | Abraham Torres Nilo     |     |
| 8     | MED   | Emmanuel Arriaga        |     |
| 15    | MED   | Wilber Renteria         |     |
| 17    | MED   | Arturo Tapia            |     |
| 7     | DEL   | Donato Estala           |     |
| 9     | DEL   | Dante Osorio            | 90' |
| 24    | DEL   | Alejandro Arturo García | 79' |
| D. T. | D. T. | Omar Ramírez            |     |

| 1     | POR   | Alejandro Vences      |     |
| 4     | DEF   | Saúl González Luna    | 64' |
| 5     | DEF   | Dieter Vargas         |     |
| 16    | DEF   | Neftalí Teja          |     |
| 33    | DEF   | David Álvarez Agudelo |     |
| 6     | MED   | Emmanuel Segura       |     |
| 8     | MED   | Luis Reyes            |     |
| 20    | MED   | Rolando González      |     |
| 27    | MED   | Armando Escobar       |     |
| 29    | MED   | Hugo Sifuentes        | 70' |
| 26    | DEL   | Diego Castellanos     | 45' |
| D. T. | D. T. | Mario García Covalles |     |

| 11 | Delantero      | Josué Aarón Gómez | 45' |
| 10 | Delantero      | Alexis Ochoa      | 79' |
| 25 | Centrocampista | Bruno Titarelli   | 90' |

| 7  | Defensa   | Carlos Nava    | 45' |
| 18 | Defensa   | Ángel Villegas | 64' |
| 9  | Delantero | Abraham Ávalos | 70' |

| 26' | Wilber Renteria | 1:0 |

| 28' · 35' | José Manica Abraham Torres Nilo |

| 89' | Abraham Ávalos |

| Principal  | Juan Andres Esquivel    |
| Asistentes | René Ramírez Ayala      |
|            | Edgar Iván González     |
| Cuarto     | Antonio de Jesús Olalde |

|                    |   |   |
| Tiros              | - | - |
| Tiros a puerta     | - | - |
| Faltas             | - | - |
| Saques de esquina  | - | - |
| Penaltis           | - | - |
| Fueras de juego    | - | - |
| Posesión del balón | % | % |

| Alineación inicial |

| 1     | POR   | Héctor Estrada          |     |
| 3     | DEF   | Juan Carlos Morales     |     |
| 14    | DEF   | Manuel Garduño          | 45' |
| 16    | DEF   | José Manica             |     |
| 23    | DEF   | Abraham Torres Nilo     |     |
| 8     | MED   | Emmanuel Arriaga        |     |
| 15    | MED   | Wilber Renteria         |     |
| 17    | MED   | Arturo Tapia            |     |
| 7     | DEL   | Donato Estala           |     |
| 9     | DEL   | Dante Osorio            | 90' |
| 24    | DEL   | Alejandro Arturo García | 79' |
| D. T. | D. T. | Omar Ramírez            |     |

| 1     | POR   | Alejandro Vences      |     |
| 4     | DEF   | Saúl González Luna    | 64' |
| 5     | DEF   | Dieter Vargas         |     |
| 16    | DEF   | Neftalí Teja          |     |
| 33    | DEF   | David Álvarez Agudelo |     |
| 6     | MED   | Emmanuel Segura       |     |
| 8     | MED   | Luis Reyes            |     |
| 20    | MED   | Rolando González      |     |
| 27    | MED   | Armando Escobar       |     |
| 29    | MED   | Hugo Sifuentes        | 70' |
| 26    | DEL   | Diego Castellanos     | 45' |
| D. T. | D. T. | Mario García Covalles |     |

| 11 | Delantero      | Josué Aarón Gómez | 45' |
| 10 | Delantero      | Alexis Ochoa      | 79' |
| 25 | Centrocampista | Bruno Titarelli   | 90' |

| 7  | Defensa   | Carlos Nava    | 45' |
| 18 | Defensa   | Ángel Villegas | 64' |
| 9  | Delantero | Abraham Ávalos | 70' |

| 26' | Wilber Renteria | 1:0 |

| 28' · 35' | José Manica Abraham Torres Nilo |

| 89' | Abraham Ávalos |

| Principal  | Juan Andres Esquivel    |
| Asistentes | René Ramírez Ayala      |
|            | Edgar Iván González     |
| Cuarto     | Antonio de Jesús Olalde |

|                    |   |   |
| Tiros              | - | - |
| Tiros a puerta     | - | - |
| Faltas             | - | - |
| Saques de esquina  | - | - |
| Penaltis           | - | - |
| Fueras de juego    | - | - |
| Posesión del balón | % | % |

| Alineación inicial |

### Final - Vuelta
| width=10% | POR | width=65% |  |
|           | DEF |           |  |
|           | DEF |           |  |
|           | DEF |           |  |
|           | DEF |           |  |
|           | MED |           |  |
|           | MED |           |  |
|           | MED |           |  |
|           | MED |           |  |
|           | DEL |           |  |
|           | DEL |           |  |

| width=10% | POR | width=65% |  |
|           | DEF |           |  |
|           | DEF |           |  |
|           | DEF |           |  |
|           | DEF |           |  |
|           | MED |           |  |
|           | MED |           |  |
|           | MED |           |  |
|           | MED |           |  |
|           | DEL |           |  |
|           | DEL |           |  |

| Anotado · Anotado | ? | : |

| Amonestado · Amonestado | ? |

| Expulsado · Otorgado · Expulsado | ? |

| Expulsado · Otorgado · Expulsado | ? |

| Cuarto | { |

|                    |   |   |
| Tiros              | - | - |
| Tiros a puerta     | - | - |
| Faltas             | - | - |
| Saques de esquina  | - | - |
| Penaltis           | - | - |
| Fueras de juego    | - | - |
| Posesión del balón | % | % |

| Alineación inicial |

| width=10% | POR | width=65% |  |
|           | DEF |           |  |
|           | DEF |           |  |
|           | DEF |           |  |
|           | DEF |           |  |
|           | MED |           |  |
|           | MED |           |  |
|           | MED |           |  |
|           | MED |           |  |
|           | DEL |           |  |
|           | DEL |           |  |

| width=10% | POR | width=65% |  |
|           | DEF |           |  |
|           | DEF |           |  |
|           | DEF |           |  |
|           | DEF |           |  |
|           | MED |           |  |
|           | MED |           |  |
|           | MED |           |  |
|           | MED |           |  |
|           | DEL |           |  |
|           | DEL |           |  |

| Anotado · Anotado | ? | : |

| Amonestado · Amonestado | ? |

| Expulsado · Otorgado · Expulsado | ? |

| Expulsado · Otorgado · Expulsado | ? |

| Cuarto | { |

|                    |   |   |
| Tiros              | - | - |
| Tiros a puerta     | - | - |
| Faltas             | - | - |
| Saques de esquina  | - | - |
| Penaltis           | - | - |
| Fueras de juego    | - | - |
| Posesión del balón | % | % |

| Alineación inicial |

| width=10% | POR | width=65% |  |
|           | DEF |           |  |
|           | DEF |           |  |
|           | DEF |           |  |
|           | DEF |           |  |
|           | MED |           |  |
|           | MED |           |  |
|           | MED |           |  |
|           | MED |           |  |
|           | DEL |           |  |
|           | DEL |           |  |

| width=10% | POR | width=65% |  |
|           | DEF |           |  |
|           | DEF |           |  |
|           | DEF |           |  |
|           | DEF |           |  |
|           | MED |           |  |
|           | MED |           |  |
|           | MED |           |  |
|           | MED |           |  |
|           | DEL |           |  |
|           | DEL |           |  |

| Anotado · Anotado | ? | : |

| Amonestado · Amonestado | ? |

| Expulsado · Otorgado · Expulsado | ? |

| Expulsado · Otorgado · Expulsado | ? |

| Cuarto | { |

|                    |   |   |
| Tiros              | - | - |
| Tiros a puerta     | - | - |
| Faltas             | - | - |
| Saques de esquina  | - | - |
| Penaltis           | - | - |
| Fueras de juego    | - | - |
| Posesión del balón | % | % |

| Alineación inicial |

| width=10% | POR | width=65% |  |
|           | DEF |           |  |
|           | DEF |           |  |
|           | DEF |           |  |
|           | DEF |           |  |
|           | MED |           |  |
|           | MED |           |  |
|           | MED |           |  |
|           | MED |           |  |
|           | DEL |           |  |
|           | DEL |           |  |

| width=10% | POR | width=65% |  |
|           | DEF |           |  |
|           | DEF |           |  |
|           | DEF |           |  |
|           | DEF |           |  |
|           | MED |           |  |
|           | MED |           |  |
|           | MED |           |  |
|           | MED |           |  |
|           | DEL |           |  |
|           | DEL |           |  |

| Anotado · Anotado | ? | : |

| Amonestado · Amonestado | ? |

| Expulsado · Otorgado · Expulsado | ? |

| Expulsado · Otorgado · Expulsado | ? |

| Cuarto | { |

|                    |   |   |
| Tiros              | - | - |
| Tiros a puerta     | - | - |
| Faltas             | - | - |
| Saques de esquina  | - | - |
| Penaltis           | - | - |
| Fueras de juego    | - | - |
| Posesión del balón | % | % |

| Alineación inicial |

| Campeón de Ascenso 2015-16    |
| ----------------------------- |
|                               |
| Potros UAEM                   |
| 1° Título                     |
| Asciende a la Liga de Ascenso |